# Goodenia bicolor
Goodenia bicolor är en tvåhjärtbladig växtart som beskrevs av Ferdinand von Mueller och George Bentham. Goodenia bicolor ingår i släktet Goodenia och familjen Goodeniaceae. Inga underarter finns listade i Catalogue of Life.